# Форчеле (Л'Аквила)
Форчеле (итал. Forcelle) је насеље у Италији у округу Л'Аквила, региону Абруцо.
Према процени из 2011. у насељу је живело 150 становника. Насеље се налази на надморској висини од 777 м.